# Eriotheca

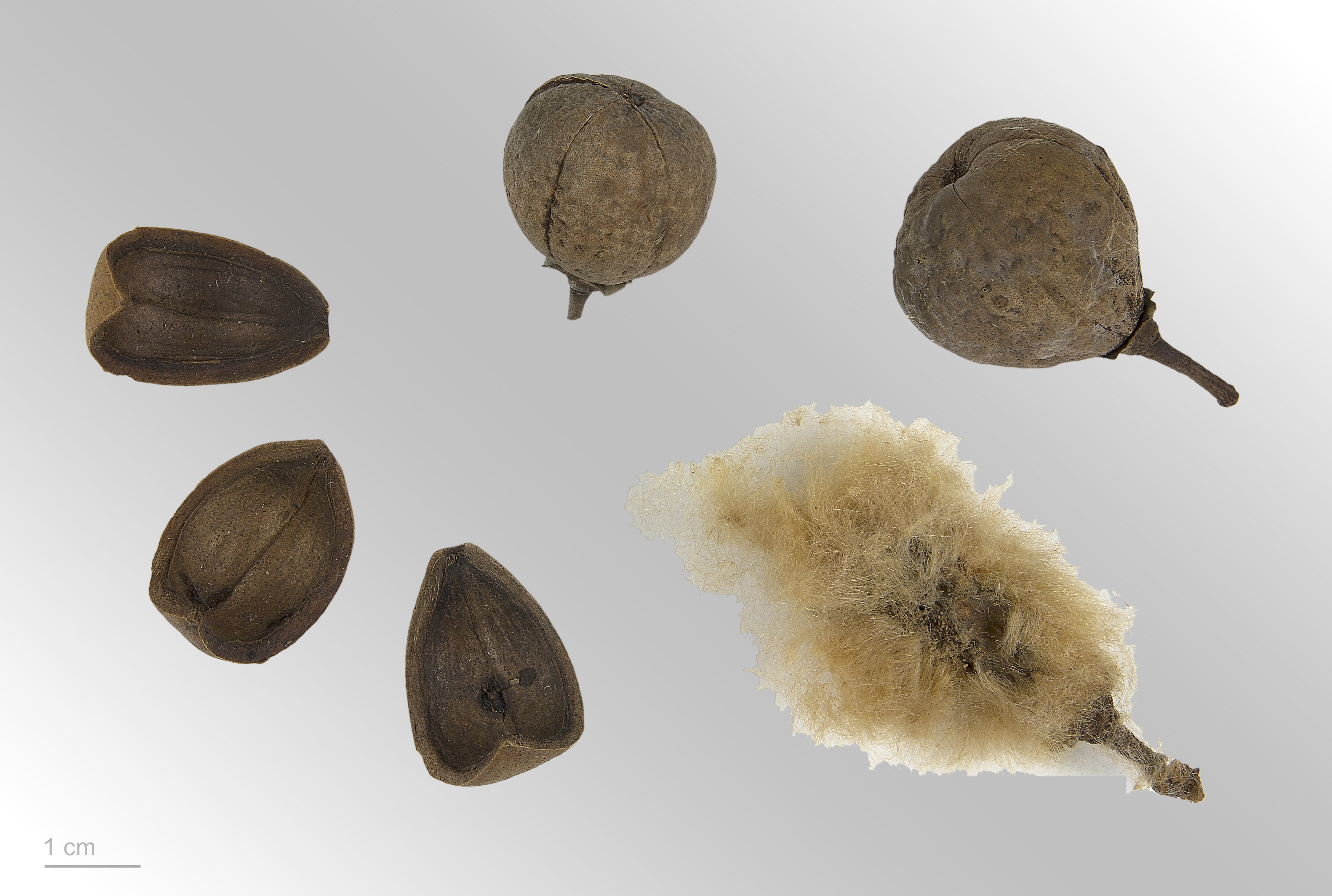
Eriotheca globosa - MHNT

Eriotheca é um género botânico pertencente à família Malvaceae.

## Espécies
- Eriotheca candolleana
- Eriotheca gracilipes: paineira-do-cerrado
- Eriotheca pubescens
- Eriotheca peruviana